# لو شون
لو شون (چینی ساده شده: 鲁迅، چینی سنتی: 鲁迅، پین‌یین: Lǔ Xùn) یا Lu Hsün (وید-جایلز)، نام مستعار ژو شورِن (چینی ساده شده: 周树人، چینی سنتی: 周树人، پین‌یین: Zhōu Shùrén، وید-جایلز: Chou Shu-jen) (۲۵ سپتامبر ۱۸۸۱–۱۹ اکتبر ۱۹۳۶) نویسنده چینی می‌باشد. وی همانند بسیاری از بنیان‌گذاران ادبیات معاصر چین، علاوه برنوشتن به زبان‌های چینی کلاسیک، به زبان بایهو (白话) (بومی) نیز می‌نوشت. لو شون نویسندهٔ داستان کوتاه، ویراستار، مترجم، منتقد، مقاله‌نویس و شاعر بود. وی در دههٔ ۱۹۳۰ به‌عنوان نمایندهٔ نویسندگان چپ چینی در شانگهای شناخته می‌شد.
آثار لو شون تأثیر قابل توجهی پس از جنبش چهارم مه گذاشت به‌طوری که از ۱۹۴۹ به بعد، به عنوان یک پدیده توسط رژیم کمونیست مورد توجه قرار گرفت. مائو تسه تونگ خود، یکی از تحسین‌کنندگان مادام‌العمر آثار لو شون بود. اگرچه لو شون به آرمان‌های چپ علاقه‌مند بود، با این وجود در واقع هرگز به عضویت حزب کمونیست چین در نیامد. آثار لو شون از طریق ترجمه‌های متعدد به خوانندگان انگلیسی‌زبان شناخته شده، به‌خصوص مجموعهٔ برگزیده داستان‌های لو شون ترجمهٔ یانگ شی‌ین-یی و گلادیس یانگ که مجموعه‌ای برگزیده از آثار وی است، از مشهورترین ترجمه‌های آثار اوست.

## زندگی

### دوران کودکی
لو شون در شائوخینگ، در استان ژجیانگ چین به دنیا آمد، اولین بار «ژو ژانگ‌شو» نامیده شد، سپس «ژو یوسای»، و در نهایت خود را «شورِن» نامید. (به چینی: (树人)، که مجازاً، به معنای «مرد فرهیخته» می‌باشد)
خاندان «ژائوخینگ ژو» خاندانی بسیار فرهیخته بود، و پدربزرگ پدری او، «ژو فوکینگ» (به چینی: 周福清)، پست‌هایی در دانشگاه هان‌لین داشت؛ مادرش، که «لو» نام داشت، خودآموز بود. با وجود این موقعیت فرهنگی، پس از یک مورد ارتشاء - که در آن ژو فوکینگ سعی در خرید یک دفتر کار برای پسرش، پدر لو شون، «ژو بویی»، داشت - سرنوشت خانواده تغییر کرد. ژو فوکینگ دستگیر و چندی بعد اعدام گردید. در این دوران، چو شورِن جوان توسط یک خدمتکار سالمند به نام «اَه چانگ»، که «چانگ ما» صدایش می‌کردند، پرورش می‌یافت؛ یکی از کتاب‌های مورد علاقه دوران کودکی لو شون کتاب مجموعهٔ کوه‌ها و دریاها (یا شان‌های ژینگ) بود که از متون کلاسیک چینی بوده و ۲۲۰۰ سال قدمت دارد.
بیماری مزمن و مرگ ناگهانی پدرش - که ظاهراً سل بوده‌است - در دوران نوجوانی، لو شون را علاقه‌مند به مطالعهٔ پزشکی کرد. از آن جایی که به طب سنتی چینی بدگمان بود، (زیرا در آن دوران اغلب توسط شیادها به‌کار گرفته می‌شد و نتوانست پدر او را درمان کند)، بنابراین، برای گرفتن مدرک پزشکی غربی در سال ۱۹۰۴ به خارج از کشور و به دانشگاه پزشکی سندای (با نام امروزی مدرسهٔ پزشکی از دانشگاه توهوکو) در سندای، ژاپن، رفت.

### تحصیل
لو شون در دانشگاه نیروی‌دریایی جیانگ‌نان (江南水师学堂) تحصیل کرده (۱۸۹۸–۹۹)، و سپس به مدرسهٔ معادن و راه‌آهن (矿路学堂) دانشگاه نظامی جیانگ‌نان (江南陆师学堂) منتقل می‌شود. در آن‌جا بود که لو شون اولین تماس‌های خود را با آموزه‌های غربی، به ویژه علوم برقرار کرد؛ او مقداری آلمانی و انگلیسی یادگرفت، و به مطالعهٔ بعضی از کتاب‌های ترجمه شده از قبیل «تکامل و اخلاق» اثر توماس هنری هاکسلی، «درباره آزادی» اثر جان استوارت‌میل، و همچنین رمان‌هایی مانند آیوانهو و کلبه عمو تام پرداخت.
با بورسیه تحصیلی دولت کین، لو شون در سال ۱۹۰۲ کشور را به مقصد ژاپن ترک کرد. در ابتدا در کابون گاکویین (مؤسسهٔ کابون xueyuan Hongwen، 弘文学院) شرکت کرد که مدرسهٔ مقدماتی زبان برای دانش‌آموزان چینی که می‌خواهند وارد دانشگاه‌های ژاپنی شوند. اولین مقالات وی، که به زبان چینی کلاسیک نوشته شده از این تاریخ شروع می‌شوند. لو همچنین مقداری نیز جوجیتسو کار می‌کند.
لو شون چندی بعد در سال ۱۹۰۳ به کشور برمی‌گردد. در سن ۲۲ سالگی، تن به یک ازدواج تعیین‌شده با یک دختر اصیل محلی، به نام «ژو» 朱安 می‌دهد. ژو، که بی‌سواد بوده و پابسته است، توسط مادرش انتخاب شده‌است. لو شون احتمالاً هرگز این ازدواج را نپذیرفت، با این وجود در تمام عمرش نیازهای مادی او را مراقبت کرد.

### سندای
لو شون در سال ۱۹۰۴ برای تحصیل در دانشگاه پزشکی سندای کشور را ترک کرد و به عنوان اولین دانشجوی خارجی آن دانشگاه کمی شهرت به دست آورد. در آن مدرسه بین او و استاد فوجینو گِنکورو (藤野厳九郎ふじのげんくろう) رابطهٔ استاد-شاگردی نزدیکی به وجود آمد؛ لو شون در مقالهٔ «آقای فوجینو» در خاطراتش در «طلوع شکوفه‌های دستچین در فلق» از محضر وی با احترام و محبت یاد می‌کرد. (در ضمن، در آگهی درگذشت مرگ لو شون، در سال ۱۹۳۷، فوجینو به ادای احترام او جواب می‌دهد) با این حال، در مارس ۱۹۰۶، لو شون ناگهان از تحصیل انصراف داده و دانشکده را ترک کرد.
لو شون، در اولین مجموعه داستان‌های کوتاه‌ش، مکالمه با اسلحه، در داستان مشهور خود، «مقدمه‌ای بر ناهان»، علت ناتمام گذاشتن تحصیلات پزشکی‌ش در سندای را توضیح می‌دهد. یک روز پس از کلاس، یکی از مدرسان ژاپنی او اسلاید مستندی از اعدام قریب‌الوقوع یک متهم جاسوسی در جنگ روسیه-ژاپن (۱۹۰۴–۰۵) را به عنوان جاسوس چینی به نمایش گذاشت. لو شون از بی‌تفاوتی کامل تماشاچیان چینی شوکه شد، در نتیجه به این نتیجه رسید که درمان مشکلات روحانی هم‌میهنانش، از درمان بیماری‌های فیزیکی آن‌ها مهم‌تر است.
"آن موقع، مدتی گذشته بود که من هیچ چینی‌ای ندیده بودم، اما یک روز تعدادی از آن‌ها را در یک اسلاید به نمایش درآمدند. یکی‌شان با دست‌های از پشت بسته، در وسط تصویر بود؛ دیگران در اطراف او جمع شده بودند. از لحاظ جسمی، آنها مثل هر کس دیگری قوی و سالم به‌نظر می‌رسیدند، اما حالتشان به روشنی تمام نشان می‌داد که از لحاظ روحی بی‌حس و کرخت بودند. بر اساس توضیحات اسلاید، مرد چینی‌ای که دست‌هایشان بسته شده بود، به اتهام جاسوسی در ارتش ژاپن برای روس‌ها دستگیر شده بودند. قرار بود «به عنوان الگوی عمومی» سر بریده شود. چینی‌های دیگری که در اطراف او جمع شده بودند برای لذت بردن از تماشا آمده بودند. " (Lyell، ص ۲۳).
لو شون وقتی در بهار ۱۹۰۶ به توکیو نقل مکان کرد، تحت تأثیر ژانگ تای‌یان (Zhang Taiyan) محقق و واژه‌شناس و برادرش زوئورن (Zuoren)، همچنین به عنوان بورس تحصیلی به ترجمهٔ برخی از داستان کوتاه‌های اروپای شرقی و اسلاو روسی پرداخت، که شامل آثار نویسندهٔ برندهٔ نوبل لهستانی هنریک سینکیه‌ویچ می‌شد. او سه سال آینده را در توکیو و صرف نوشتن یک سری مقالات به کلاسیک چینی گذراند که دربارهٔ تاریخ علم، چینی و ادبیات تطبیقی، تاریخ ادبیات و روشنفکری اروپا، جامعه چینی، اصلاحات و مذهب، و نیز ترجمه ادبیات کشورهای مختلف را به چینی بودند.

### دورهٔ رسمی
از بازگشت به چین، لو شون تدریس در مدرسه نرمال ژجیانگ دوم آغاز شد (浙江两级师范学堂)، سلف مشهور از Hangzhou دبیرستان (浙江省杭州高级中学)، چینی Shaoxing غربی دانشکده مدرسه وسط Shaojun (绍郡中西学堂، سلف از Shaoxing No.۱ دبیرستان) در شهر زادگاهش برود. با استقرار جمهوری، او به اختصار برگزار پست‌ها که در وزارت آموزش و پرورش در پکن خواهد بود. تشویق از سوی برخی از همکاران شخص، او از استعفاء از سمت تدریس در دانشگاه شهر پکن شهر پکن و زنان به اساتید کالج و شروع به نوشتن کرد.
در ماه مه سال ۱۹۱۸، لو شون این نام قلم برای اولین بار استفاده می‌شود و به چاپ اولین داستان کوتاه baihua بزرگ، Kuangren Riji (狂人日记، "خاطرات مرد دیوانه است"). او تصمیم گرفت لو نام خانوادگی آن را به عنوان مادر خود نام خانوادگی باکره بود. تا حدودی به وسیله داستان گوگول کوتاه الهام گرفته، آن را نقد داغدار از سنت‌های کهنه چینی و ملوک الطوایفی بود که metaphorically 'gnawing' در آدم‌خواری چینی مانند بود. فوراً او را به عنوان یکی از تاثیرگذارترین نویسندگان که در طول روز خود را تأسیس نموده‌است.
یکی دیگر از او را به خوبی شناخته شده داستان دیگر، داستان واقعی س ه (عبدالقدیر Zhengzhuan، 阿正传س)، در اقساط ۱۹۲۱–۱۹۲۲ منتشر شده‌است. دومی می‌شود که معروف‌ترین کار او. هر دو اثر در اولین مجموعه داستان کوتاه او Na هان (呐喊) قرار گرفتند یا تماس با اسلحه، در سال ۱۹۲۳ منتشر شد.
بین ۱۹۲۴–۱۹۲۶، مقالات لو نوشت: او از خاطراتی نکته جالب در Zhaohua Xishi (朝花夕拾، سحر قطره نور در فلق گردآورنده)، چاپ ۱۹۲۸ و نیز نثر شعر مجموعه نویسنده کائو (野草وحشی گراس منتشر شده سال ۱۹۲۷). Lu Xun also wrote many of the stories to be published in his second short story collection Pang Huang (彷徨، Wandering) in ۱۹۲۶. تبدیل شدن به‌طور فزاینده با برادرش Zuoren estranged، داستان‌ها معمولاً بیشتر سودا زده تر از او در مجموعه پیش از آن. از ۱۹۲۶، پس از کشتار سال مارس ۱۸، تظاهرات برای حمایت از دانش آموزان که به حادثه منجر شد، او در تبعید تحمیلی به Xiamen, Amoy دانشگاه، و سپس به دانشگاه Zhongshan در گوانگ ژو با همسرش سو Guangping رفت.
از ۱۹۲۷ تا مرگ او، لو شون منتقل به شهرستان بیشتر از لیبرال شانگهای، که در آن او همکاری تأسیس لیگ چینی‌ها از چپ نویسندگان بال. [۱] بسیاری از مقالات خود را از تاریخ این دوره گذشته. ژو Guangping داد تولد تا پسر، Haiying، در تاریخ ۲۷th، ۱۹۲۹. او در کار با کودک برای ۲۷ ساعت بود. نام کودک را به سادگی به معنی «نوزاد شانگهای». پدر و مادر انتخاب نام تفکر است که او خودش می‌تواند آن را تغییر دهید بعد، اما او هرگز چنان. [۲] در سال ۱۹۳۰ لو شون 'sZhongguo Xiaoshuo Shilue (中国小说史略، تاریخچه مختصر از داستانی به زبان چینی) منتشر شد. این مروری جامع بر سابقه داستان چینی‌ها تا آن زمان، کشیده شده از لو شون خود را در دانشگاه شهر پکن تحویل داده و سخنرانی را یکی از آثار نقطه عطفی چینی از نقد ادبی در قرن بیستم تبدیل شده‌است.
دیگر آثار مهم او عبارتند از جلد از ترجمه‌های درخواست شده -- به ویژه از روسیه (به خصوص او تحسین می‌نیکلای گوگول ساخته شده و ترجمه از ارواح مرده، و عنوان خود مطلب اول را که در یک کار گوگول الهام گرفته‌است) -- نوشته‌های استدلالی مانند پاسخ فرهنگی (热风، جدید در باد)، و بسیاری دیگر از آثار نثر مانند مقالات، که تعداد در حدود ۲۰ جلد یا بیشتر. به عنوان یک چپ نویسنده جناح، لو نقش مهمی در تاریخ ادبیات چین. آثار او باقی‌مانده بودند و بسیار با نفوذ و محبوب حتی امروز. با این نسخه‌ها کار لو شون نیز در کتابهای درسی دبیرستان در ژاپن ظاهر شوند. او به ژاپن است توسط روژین نام (ロジンدر کاتاکانا یا 鲁迅 شناخته شده در کانجی).
لو شون سردبیر چپ چند - مجله بال مانند جوانان جدید (新青年، شین Qingnian) و جوانه (萌芽، Meng بله) بود. به دلیل گرایش او، نقش و آثار او در طول تاریخ بعد از جمهوری خلق چین، با این نسخه‌ها کار لو شون در تایوان ۱۹۸۰s تا اواخر سال ممنوع بازی بودند. او یکی از حامیان اولیه جنبش اسپرانتو در چین بود.

### روزهای پایانی و مرگ
در۱۹۳۶، بیماری سل ریه‌های لو شون را بسیار ضعیف کرده بود. در ماه مارس همان سال، او مبتلا به آسم bronchitic و تب زده بود. درمان برای این درگیر draining ۳۰۰ گرم از مایع در ریه‌ها را از طریق سوراخ. از ژوئن-اوت، او دوباره مریض شد، و وزن خود را کاهش یافته تنها به ۸۳ £. او بازیافت برخی، و دو مقاله در پاییز بازتاب نوشت: در مرگ و میر. این افراد شامل «مرگ»، و «آیا زندگی این خیلی». در ۳:۳۰ صبح در اکتبر ۱۸th، نویسنده بیدار با نفس کشیدن مشکل بزرگ. Sudo دکتر، پزشک خود را، احضار شد و لو شون در زمان تزریق برای تسکین درد می‌شود. همسر خود را با او در سراسر آن شب بود، اما لو شون بدون نبض در ۵:۱۱ هستم پیدا شد صبح روز بعد در مهر 19th. باقی می‌ماند او در مقبره در داخل پارک Xun لو در شانگهای interred شد. پس از وی، پسرش، Haiying جان سالم به در شد.

## شیوه و منش

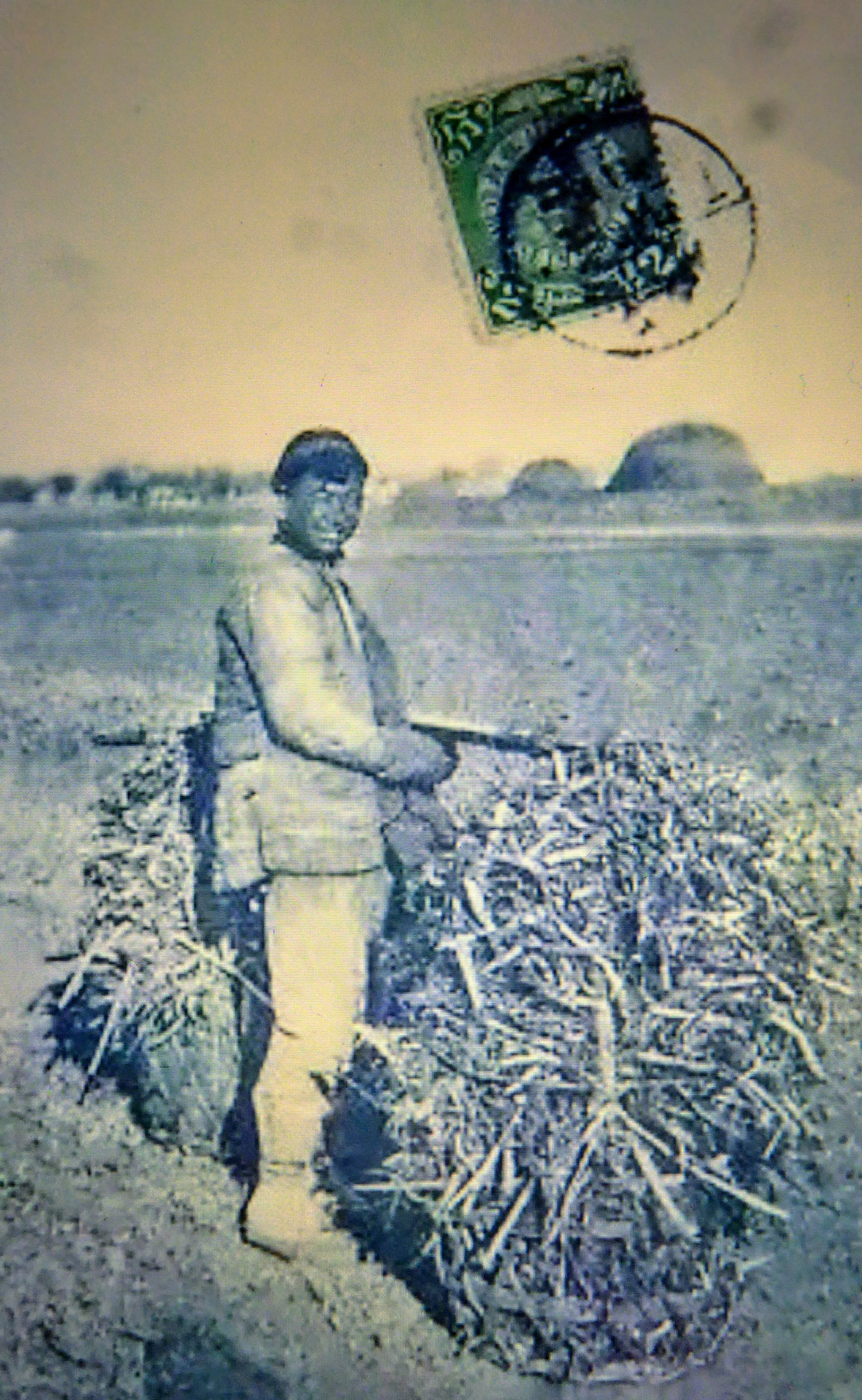
کشاورز چینی در تیانجین ۱۹۰۹

لو شون نویسنده بسیار زیرک بود. او نوشت: با استفاده از هر دو کنوانسیون‌های سنتی چینی و اروپایی قرن ۱۹ افرم ادبی. سبک وی در شرایط مساوی گسترده توصیف شده‌است، در هر دو انتقال «تعامل دلسوز» و «کناره‌گیری کنایه دار»، در لحظات متفاوت است. [۴] مقالات او اغلب در تفسیر اجتماعی بسیار نافذ او، و در داستان‌های او، تسلط او به زبان بومی و تن برخی از آثار ادبی او (مانند عبدالقدیر Zhengzhuan، 阿正传س، داستان واقعی ه س) بسیار سخت است که بتوانید از طریق ترجمه می‌توانند. در آنها، او غالباً treads خط جریمه بین انتقاد از follies شخصیت او و هواداری از follies بسیار است.
لو شون به‌طور معمول به عنوان با نفوذترین نویسنده چینی است که با جنبش چهارم مه همراه در نظر گرفته شد. انتقاد تند او از مسائل اجتماعی در چین، به خصوص در تجزیه و تحلیل خود را از «از حروف چینی تولید ملی». او در نظر گرفته شده‌است، اغلب مجبور بوده‌اند به گرایش چپ. به نام توسط برخی از قهرمان «از انسانیت مشترک،» او را کمک کرد بسیاری از نویسندگان همکار اندیشه‌های کمونیستی به پشتیبانی، اگر چه او در واقع مرحله از پیوستن به حزب کمونیست در زمان هرگز.
لو شون احساس کردند که سال ۱۹۱۱ Xinhai انقلاب یک شکست بوده‌است. او عملکرد دولت جمهوری‌خواه به عنوان "بامبول" شرح داده، و در سال ۱۹۲۵ opined، "احساس می‌کنم به اصطلاح جمهوری چین متوقف کرده‌است به وجود داشته باشد. احساس می‌کنم که قبل از انقلاب، من برده بود، اما در مدت کوتاهی پس از انقلاب، من cheated شده توسط بردگان و برده خود تبدیل شده‌اند ". او حتی توصیه می‌شود که خوانندگان خود را به‌طور جدی نقد فرهنگ چینی در مشخصات چینی توسط نویسنده مبلغ آرتور هندرسون اسمیت. این توهم با سیاست رهبری نویسنده پیش از رسیدن به نتیجه‌گیری در سال ۱۹۲۷ که "ادبیات انقلاب" به تنهایی نمی‌تواند در مورد تغییر رادیکال. در عوض، "مردان انقلاب" مورد نیاز برای رهبری انقلاب با استفاده از زور.

## نظر لو شون در بارهٔ زبان اسپرانتو
لو شون با زبان‌های خارجی و مشکل زبان بین‌المللی به‌خوبی آشنا بود، چراکه هنوز یک سال از ورودش به ژاپن نگذشته بود، که ترجمهٔ آثار ادبیِ اروپا را از چندین زبان مختلف شروع کرد، و ازجمله دوکتاب ژول ورن را، به‌نام‌های سفر به مرکز زمین و از زمین تا ماه ترجمه کرد. در سال ۱۹۰۶ تحصیل در رشتهٔ پزشکی را رها ساخت و از دکتر شدن گذشت تا بتواند وقت و انرژیِ خود را به ادبیات، که علاقهٔ اصلی او را تشکیل می‌داد، اختصاص دهد. به‌اعتقاد او، تنها از طریق ادبیات می‌توانست امید به اصلاح کردنِ جامعهٔ چین، و تغییرِ روحیهٔ گروهیِ مردم‌اش را داشته باشد. پس از بازگشت به وطن در سال ۱۹۰۹، و سپری ساختنِ یک دورهٔ افسردگیِ ذهنی، داستان کوتاه یادداشت‌های یک دیوانه (۱۹۱۸) را منتشر ساخت که سبب شهرت ادبیِ او گردید. از آن‌جا که این داستان به زبان جدید و معاصر نوشته شده بود، و فرهنگِ سنتیِ چین را شدیداً موردِ انتقاد قرار می‌داد، به‌عنوان نخستین داستانِ مدرن چین معروف شده‌است. در طول دههٔ ۱۹۲۰، که لوسین مشغول تدریسِ ادبیاتِ چین در دانش‌گاه‌های پکن و دیگر شهرهای کشورش بود، دو مجموعهٔ داستان کوتاه نیز از او منتشر شد.
لو شین در تمامیِ طول زندگی از تضادی که بینِ بدبینیِ درونی‌اش و امیدی که برای بازسازیِ ملت و جامعهٔ چین داشت، در رنج بود. این نزاع‌های درونی به نوشته‌های او نیز راه یافت و سبب شد تا در قالب‌ها، سبک‌ها و موضوعات بسیار متفاوتی دست به تألیف بزند.
سال‌های پایانیِ عمر را لوسین ترجیح داد تا در شانگ‌های (Shanghai) که شهری چندفرهنگی بود، زندگی کند. هرچند اتحادیه‌ی نویسندگان جناح چپ را به‌وجودآورد، اما هیچ‌گاه به حزب کمونیست نپیوست و رابطه‌اش با سران آن، به‌خاطر اختلافات ایدئولوژیک و برخوردهای شخصی، چندان خوب نبود. از آن‌جا که در دوران حیات خود نتوانست به اهدافی که برای وطن و ملت‌اش درنظر داشت برسد، با دلی آزرده از جهان رفت، اما کمونیست‌ها احترام بسیار زیادی به او گذاشتند، چون او را نویسنده‌ای بزرگ و انقلابی می‌شمردند که جدا از ارزش ادبی‌اش، در برابر دولت ناسیونالیست (ملی‌گرا) – که در سال ۱۹۴۹ توسط کمونیست‌ها باژگون شد – ایستادگی کرده بود.
علاوه‌بر داستان‌های کوتاه، آثار لو شین شامل این نوشته‌ها نیز است: ۱۶ جلد کتاب دربردارندهٔ مقالات گوناگون؛ مجموعه‌ای حاویِ خاطرات شخصی و آثار ادبیِ منثور؛ حدود ۶۰ شعر به سبک کلاسیک چین؛ ۶ جلد مطالعات ادبی، به‌ویژه درمورد داستان‌های چینی؛ و ترجمه‌های فراوانی به‌خصوص از ادبیات روسیه، اروپای شرقی و ژاپن. پاره‌ای از آثار خود او نیز به تعداد بسیار زیادی از زبان‌ها، ازجمله زبان فراساخته‌ی اسپرانتو، ترجمه شده‌است. 
هواداری لوسین از زبان جهانیِ اسپرانتو، برای پیش‌بُرد این زبان و استحکام پایه‌های آن در کشور عظیم چین تأثیر فراوانی داشته‌است، چرا که بنابر اذعان بسیاری، او «پایه‌گذار ادبیات مدرن چین است که در طول سه‌ربع قرن در مجامع ادبی چین از وجههٔ بسیار بالایی برخوردار بوده‌است.» علاوه‌بر همایش‌های ملی و منطقه‌ای بسیار، تاکنون همایش‌های بین‌المللیِ اسپرانتو نیز در کشور چین برگزار شده‌است، که آخرین آن – هشتاد و نهمین همایش جهانیِ اسپرانتو - در ژوئیه سال ۲۰۰۴ در شهر پکن بود و ۲۰۳۱ اسپرانتودان از ۵۱ کشور جهان در آن شرکت کردند. از جمله مطالبی که لو شین در بارهٔ اسپرانتو و اسپرانتودانان گفته‌است، می‌توان به نوشتهٔ زیر اشاره کرد:

مدت بسیار مدیدی است که به زبان اسپرانتو علاقه‌مند شده‌ام… و علت آن هم بسیار ساده است: اول این‌که به‌یاریِ اسپرانتو می‌توان انسان‌های گوناگون را، به‌خصوص آن‌هایی که تحت سلطه قرار دارند، با یک‌دیگر پیوند داد، دوم این‌که به اعتقاد من، و به‌خصوص در رشتهٔ من، به‌کمک این زبان می‌توان دست به مبادلهٔ آثار ادبیِ تمامیِ مردم جهان زد، و بالأخره این‌که خود من، دوستان اسپرانتودانی داشتم که از نظر اخلاقی بر دیگران رجحان داشتند، چراکه در ایشان اثری از خودبینی و دورویی به‌چشم نمی‌خورد.

## میراث

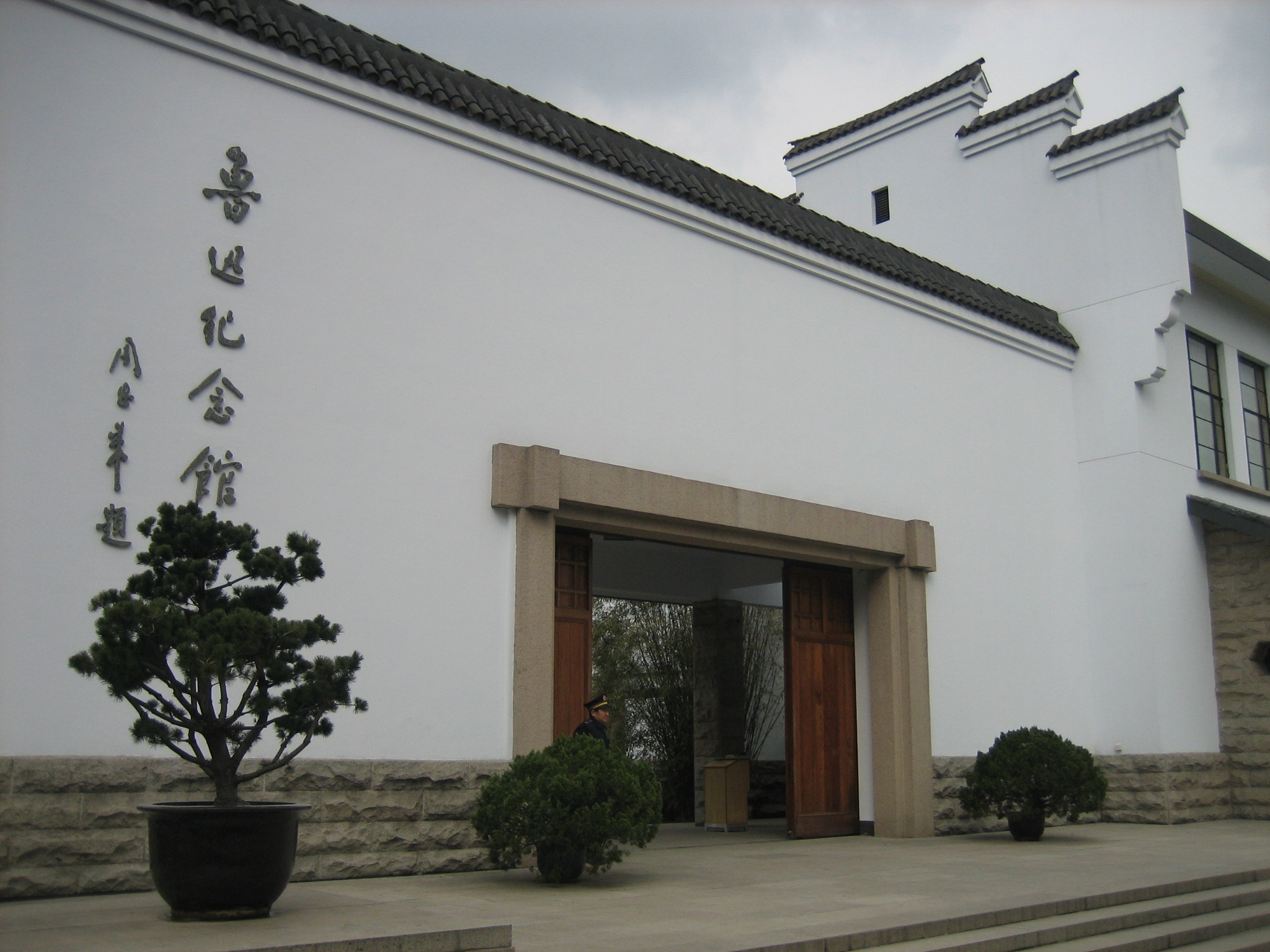
موزه لو شون

اهمیت لو شون به ادبیات معاصر چینی در این واقعیت نهفته‌است که او کمک قابل توجهی به هر ژانر ادبی مدرن به جز رمان در طول عمر خود. او در سبک شفاف شفاف بود که برای تأثیر گذاشتن بر بسیاری از نسل‌ها، در داستان‌ها، اشعار و نوشته‌ها نثر نوشته‌است. ترجمه‌ها لو شون مهم در زمانی که ادبیات به ندرت غربی خوانده می‌شد بودند، و نقد ادبی خود باقی می‌ماند حاد و persuasively استدلال.
ارتباط بین لو شون و حزب کمونیست چین پس از مرگ نویسنده یکی از پیچیده بود. از یک طرف، رهبران حزب او را به عنوان "رسم طرح از آینده کمونیست به تصویر کشیده". مائو تسه تونگ او را به عنوان فرمانده ارشد "انقلاب فرهنگی چین در تعریف". در همان زمان، رهبران downplayed نفوذ جهان وطنی جنبش چهارم مه در لو شون، به منظور مطابقت لو شون با حمایت حزب کمونیست از ادبیات عامیانه و مردم عادی. در طول ۱۹۲۰s و ۱۹۳۰s، لو شون و معاصران خود را برای بحث‌های غالباً غیررسمی freewheeling معنوی آشنا شد. به عنوان حزب کنترل بیشتر بر زندگی عقلانی در چین در پی، این نوع از استقلال فکری سرکوب شده بود. در نهایت، لو 'sXun طنز و کنایه دار خود را به سبک نوشتن ناامید شد. مائو می‌نویسد که "... سبک مقاله می‌خواهم به سادگی لو شون است. [در جامعه کمونیست] ما می‌توانیم در بالای صدای فریاد ما را ندارند و نیاز به veiled و گرد مورد عبارات، که سخت نباید باشد برای مردم را به درک ". بنابراین، حزب کمونیست هر دو لو شون به عنوان یکی از پدران کمونیسم در چین مورد ستایش قرار داد و سرکوب فرهنگ فکری و سبک نگارش که او به نمایندگی. بسیاری از مقالات و نوشته‌های خود را بخشی از برنامه جامع درسی دبستان و دبیرستان اجباری در چین کمونیست.
کار لو شون همچنین توجه در خارج از چین دریافت کرد. در سال ۱۹۸۶، فردریک جیمسون، برجسته آمریکایی مارکسیست، ذکر شده "دفتر خاطرات مرد دیوانه است" به عنوان مثال عالی "" از تمثیل "ملی" است که همه فرم سوم ادبیات جهان طول می‌کشد. گلوریا دیویس مقایسه لو شون به نیچه، و گفت که هر دو در ساخت و ساز مدرنیته به دام افتاده بودند «که اساساً مشکل است».

## آثار

### سخنرانی‌ها
"What Happens After Nora Leaves Home?"
A Talk given at the Beijing Women's Normal College, December 26, 1923
Ding Ling and Lu Hsun, The Power of Weakness.' The Feminist Press (۲۰۰۷) ۸۴–۹۳

### داستان‌ها
- ۱۹۲۲ - از مجموعهٔ تماس با اسلحه ("呐喊")
  - ۱۹۱۸ - "خاطرات مرد دیوانه" (狂人日记)
  - ۱۹۱۹ - "کنگ یی‌جی" (孔乙己)
  - ۱۹۱۹ - "دارو" (药)
  - ۱۹۲۰ - "فردا" (明天)
  - ۱۹۲۰ - "حادثه" (一件小事)
  - ۱۹۲۰ - "ماجرای مو" (头发的故事)
  - ۱۹۲۵ - "کایت" (风筝)
  - ۱۹۲۰ - "طوفان در فنجان چای" (风波)
  - ۱۹۲۱ - "زادگاه" (故乡)
  - ۱۹۲۱ - "ماجرای واقعی اَه کیو" (阿Q正传)
  - ۱۹۲۲ - "جشنوارهٔ دو پنجم" (端午节)
  - ۱۹۲۲ - "نور سفید" (白光)
  - ۱۹۲۲ - "خرگوش‌ها و گربه" (兔和猫)
  - ۱۹۲۲ - "کمدی اردک‌ها" (鸭的喜剧)
  - ۱۹۲۲ - "روستای اپرا" (社戏)
  - ۱۹۲۴ - "قربانی سال نو"
- از مجموعهٔ "سرگردانی" ("彷徨")
  - ۱۹۲۴ - آرزوهای خوب (祝福)
  - ۱۹۲۴ - در مجلسِ نوش (在酒楼上)
  - ۱۹۲۴ - یک خانوادهٔ شاد (幸福的家庭)
  - ۱۹۲۴ - صابون (肥皂)
  - ۱۹۲۴ - شعلهٔ جاویدان (长明灯)
  - ۱۹۲۵ - نمایشگاه عمومی (示众)
  - ۱۹۲۵ - آقای گائوی پیر (高老夫子)
  - ۱۹۲۵ - دیکتاتور (孤独者)
  - اندوه (伤逝)
  - برادران (弟兄)
  - ۱۹۲۵ - طلاق (离婚)
- ۱۹۳۵ - از مجموعهٔ "بازگویی قصه‌های قدیمی" ("故事新编")
  - ۱۹۳۵ - مرمت بهشت (补天)
  - ۱۹۲۶ - پرواز به ماه (奔月)
  - ۱۹۳۵ - مهار سیل (理水)
  - ۱۹۳۵ - انجمن ماشَک (采薇)
  - ۱۹۲۶ - آهنگری شمشیرها (铸剑)
  - ۱۹۳۵ - خروج (出关)
  - ۱۹۳۵ - ترک گذرگاه (怀旧)
  - ۱۹۳۴ - مقابله با تجاوز (非攻)
  - ۱۹۳۵ - احیای مرده (起死)

### مقالات
- 我之节烈观نظرات من در عفت (۱۹۱۸)
- 我们现在怎么做父亲چه چیزی مورد نیاز به امروز پدر (۱۹۱۹)
- دانش جنایت (۱۹۱۹ است)
- 说胡须من سبیل (۱۹۲۴)
- 看镜有感افکار قبل از اینکه آینه (۱۹۲۵)
- در Deferring بازی‌های منصفانه (۱۹۲۵)

### مجموعه‌ها
- "呐喊" تماس با اسلحه (هان Na) (۱۹۲۳)
- "彷徨" تعجب (هوانگ اضطراب سخت و ناگهانی) (۱۹۲۵)
- "中国小说史略" تاریخچه مختصری از داستان چینی (Zhongguo xiaoshuo shilüe) (۱۹۲۵) قابل توجه مطالعه قبل از مدرن ادبیات چینی
- "故事新编" قصه‌های قدیمی Retold (gú شیعه شین bian) (۱۹۳۵)
- "野草" وحشی گراس (نویسنده کائو) (۱۹۲۷)
- "朝花夕拾" طلوع شکوفه‌های Plucked در فلق (ژائو هوآ خی شیعه) (۱۹۳۲) مجموعه‌ای از مقالات خود را در مورد جوانان

### ترجمه‌ها
- Kong Yi Ji, Lu Hsun [پیوند مرده] translated by SparklingEgnlish
- Reference Archive: Lu Xun (Lu Hsun) at www.marxists.org
- Selected Stories, Lu Hsun (۱۹۱۸-۱۹۲۶) at www.coldbacon.com
- An Outsider's Chats about Written Language, a long essay by Lu Xun on the difficulties of Chinese characters
- The Lyrical Lu Xun: a Study of his Classical-style Verse -- a book by Jon Eugene von Kowallis (Honolulu: University of Hawaii Press، ۱۹۹۶) -- includes a complete introduction to Lu Xun's poetry in the classical style, with Chinese characters, literal and verse translations, and a biographical introduction which summarizes his life in relation to his poetry.